# Tranvibus de Séville
Le Tranvibus de Séville (en espagnol : Tranvíbus) est un futur réseau de transport collectif en site propre de type bus à haut niveau de service desservant Séville, en Andalousie. Il comprendra deux lignes en correspondance à la gare de Santa Justa.

## Histoire
Le plan de déplacements durables de la ville de Séville approuvé en mai 2021 propose de créer plusieurs lignes de transport à haute fréquence en attendant la réalisation complète du réseau du métro de Séville, et plus spécifiquement deux lignes de bus à haut niveau de service (BHNS) se rejoignant au niveau de la gare de Séville-Santa Justa et suivant le tracé de la future ligne 2 du métro, en attendant la réalisation puis la mise en service de celle-ci.
Le maire de Séville Juan Espadas confirme trois mois plus tard son souhait de voir ces deux lignes se réaliser, présentant le projet comme « un tramway léger, moins large que le MetroCentro et équivalent à un bus électrique à haute capacité » et une opportunité pour piétonniser le secteur du Metropol Parasol. La municipalité sévillane annonce en décembre 2021 que le Tranvibus a été déclaré éligible aux fonds du plan de relance européen par le ministère des Transports pour un montant de 39 millions €, sur un coût total de 56 millions €, soit 95 % moins élevé que le percement de la ligne 2 du métro. Conformément aux règles attachées au plan de relance, l'infrastructure doit être achevée dans les deux ans de l'accord de principe pour l'attribution des fonds, soit en décembre 2023.
L'appel d'offres pour le marché public de fourniture des véhicules est publié en février 2022, pour un coût total de 9,4 millions € et un délai de remise des engins de onze mois, une fois le contrat attribué. La municipalité sévillane précise en octobre suivant que le marché public de travaux fera l'objet d'un appel d'offres avant la fin de l'année, permettant une mise en service du réseau au cours de l'année 2023. Le 27 janvier 2023, les autorités municipales accordent à l'entreprise EvoBus Ibérica le marché public de fourniture des onze bus électriques. Les bus sont réceptionnés par l'exploitant du réseau Tussam en février 2024.
Le marché public de travaux pour la réalisation de la première ligne, entre Torreblanca et Santa Justa est attribué à la fin du mois d'octobre 2023, après que l'Union européenne a accepté de proroger jusqu'à fin 2024 le délai de caducité de l'attribution des fonds du plan de relance. Le chantier de cette première phase démarre en février 2024 et doit prendre fin en juin 2025. Cependant, le journal Diario de Sevilla indique en mars 2025, sur la base de documents officiels de la municipalité, que le chantier accumule un retard d'au moins quatre mois et que la mise en service de la ligne ne pourra pas intervenir avant le mois de novembre.

## Réseau
Le réseau du Tranvibus sera long de 12,06 kilomètres, entièrement en site propre. Il comptera deux lignes et dix-sept stations, la gare de Séville-Santa Justa servant de terminus pour les deux tronçons : 
- Santa Justa – Séville Est / Torreblanca : 8,16 kilomètres et treize stations ;
- Santa Justa – Plaza del Duque : 3,9 kilomètres et cinq stations.

Il sera exploité par la société publique locale Tussam.

## Matériel roulant
Le réseau utilisera onze bus à haute capacité longs de 18 mètres à plancher surbaissé intégral, à traction 100 % électrique avec une capacité de recharge au dépôt et en station. L'accès aux véhicules se fera par toutes les portes, et ceux-ci disposeront d'une voie en site propre et d'une priorité de passage aux intersections.